# Célia Foulon
Pour les articles homonymes, voir Foulon.
Célia Foulon, née le 14 avril 1979 à Reims, est une rameuse d'aviron française.

## Palmarès

### Championnats du monde
- 2004 à Banyoles
  -  Médaille d'or en quatre sans barreur